# E. E. Clive
E. E. Clive, pseudonimo di Edward Erskholme Clive (Blaenavon, 28 agosto 1879 – North Hollywood, 6 giugno 1940), è stato un attore britannico.

## Biografia
Nativo del Monmouthshire (Galles), Edward E. Clive studiò per intraprendere la professione medica, ed esercitò quattro anni di apprendistato presso il St Bartholomew's Hospital a Londra, prima di rivolgere definitivamente le proprie aspirazioni verso la carriera artistica. Nel 1901, all'età di ventidue anni, Clive iniziò un lungo periodo di tournée in provincia attraverso il territorio della Gran Bretagna, affinando le proprie doti di attore teatrale e sviluppando una particolare abilità nel riproporre i dialetti regionali delle isole britanniche.
Nel 1912 si trasferì negli Stati Uniti e lavorò per diversi anni nei circuiti del vaudeville, in particolare l'Orpheum, per poi costituire una propria compagnia con base a Boston presso il Copley Theatre. Dagli anni venti, Clive produsse e diresse lavori teatrali a Los Angeles ed ebbe tra i compagni di lavoro, tra gli altri, la futura star Rosalind Russell.
Il debutto sul grande schermo avvenne nel 1932 in Cheaters at Play, e già l'anno successivo Clive fece un'apparizione in un film di rilievo, l'horror L'uomo invisibile (1933), nel ruolo di un ufficiale di polizia di provincia. Fu l'inizio per l'attore di una carriera cinematografica che sarebbe durata nel solo arco degli anni trenta, ma durante la quale avrebbe interpretato un'innumerevole serie di ruoli secondari, spesso non accreditati, dal maggiordomo al reporter, dall'aristocratico al bottegaio, dal poliziotto al conducente di taxi, specializzandosi in caratterizzazioni di gentiluomo britannico.
Tra i numerosi titoli in cui apparve durante il decennio, sono da ricordare Il nemico invisibile (1934), Father Brown, Detective (1934), La figlia di Dracula (1936), nei quali interpretò ruoli di investigatore e uomo di legge, Lord Fauntleroy (1936), L'ora misteriosa (1936), La carica dei seicento (1936), in cui ebbe parti di aristocratico, I Lloyds di Londra (1936), nel quale ebbe il breve ruolo di un magistrato.
Il personaggio per cui Clive viene tuttora ricordato è però quello di Tennyson, detto "Tenny", l'imperturbabile maggiordomo in una serie di film prodotti dalla Paramount Pictures e incentrati sulla figura del capitano Bulldog Drummond, veterano della prima guerra mondiale divenuto investigatore privato e protagonista di rocambolesche avventure. Con il suo aplomb tipicamente britannico, Clive impersonò il fedele e impeccabile servitore di Drummond a partire dal film La fuga di Bulldog Drummond (1937), l'unico con Ray Milland nel ruolo di Drummond, per proseguire con Bulldog Drummond Comes Back (1937), La valigia infernale (1937), Il diamante fatale (1938), Bulldog Drummond in Africa (1938), Arrest Bulldog Drummond (1939), La squadra speciale di Bulldog Drummond (1939), Bulldog Drummond's Bride (1939), che furono tutti interpretati da John Howard nel ruolo di Drummond.
Clive interpretò la parte di un maggiordomo anche nella commedia Situazione imbarazzante (1939), con David Niven e Ginger Rogers, fu un tassista ne Il mastino di Baskerville (1939), pellicola di esordio della coppia Basil Rathbone-Nigel Bruce nei panni di Sherlock Holmes e del dottor Watson, che sarebbero stati protagonisti di una lunga serie di film durante gli anni quaranta. Clive lavorò nuovamente accanto a Rathbone e Bruce in un altro poliziesco, Le avventure di Sherlock Holmes (1939), in cui impersonò l'ennesimo uomo di legge, l'ispettore Bristol di Scotland Yard. L'anno successivo, l'attore apparve ancora nel melodramma in costume Orgoglio e pregiudizio (1940), nella parte di Sir William Lucas, e in un ruolo non accreditato nel thriller Il prigioniero di Amsterdam (1940) di Alfred Hitchcock.

## Vita privata
Dal matrimonio con Eleanor Ellis, che sposò nel 1915, E. E. Clive ebbe un figlio. Affetto da disturbi cardiaci, l'attore morì improvvisamente il 6 giugno 1940, all'età di sessant'anni, nella sua abitazione di North Hollywood.

## Filmografia
- Cheaters at Play, regia di Hamilton MacFadden (1932)
- L'uomo invisibile (The Invisible Man), regia di James Whale (1933)
- Long Lost Father, regia di Ernest B. Schoedsack (1934)
- The Poor Rich, regia di Edward Sedgwick (1934)
- Quando una donna ama (Riptide), regia di Edmund Goulding (1934)
- One More River, regia di James Whale (1934)
- Un'ombra nella nebbia (Bulldog Drummond Strikes Back), regia di Roy Del Ruth (1934)
- Il nemico invisibile (Charlie Chan in London), regia di Eugene Forde (1934)
- Cerco il mio amore (The Gay Divorcee), regia di Mark Sandrich (1934)
- Father Brown, Detective, regia di Edward Sedgwick (1934)
- Amore tzigano (The Little Minister), regia di Richard Wallace (1934)
- Tin Pants (1934) - cortometraggio
- Service (1934) - cortometraggio
- Davide Copperfield (The Personal History, Adventures, Experience, & Observation of David Copperfield the Younger), regia di George Cukor (1935)
- Mystery of Edwin Drood, regia di Stuart Walker (1935)
- Donne di lusso 1935 (Gold Diggers of 1935), regia di Busby Berkeley (1935)
- La moglie di Frankenstein (Bride of Frankenstein), regia di James Whale (1935)
- We're in the Money, regia di Ray Enright (1935)
- Atlantic Adventure, regia di Albert S. Rogell (1935)
- Page Miss Glory, regia di Mervyn LeRoy (1935)
- È scomparsa una donna (Three Kids and a Queen), regia di Edward Ludwig (1935)
- A Feather in Her Hat, regia di Alfred Santell (1935)
- Una notte d'oblio (Remember Last Night?), regia di James Whale (1935)
- L'uomo che sbancò Montecarlo (The Man Who Broke the Bank at Monte Carlo), regia di Stephen Roberts (1935)
- Stars Over Broadway, regia di William Keighley (1935)
- Kind Lady, regia di George B. Seitz (1935)
- Il diavolo è femmina (Sylvia Scarlett), regia di George Cukor (1935)
- Le due città (A Tale of Two Cities), regia di Jack Conway Robert Z. Leonard (1935)
- The Widow from Monte Carlo, regia di Arthur Greville Collins (1935)
- Capitan Blood (Captain Blood), regia di Michael Curtiz (1935)
- The Dark Hour, regia di Charles Lamont (1936)
- Lord Fauntleroy (Little Lord Fauntleroy), regia di John Cromwell (1936)
- La bisbetica innamorata (Love Before Breakfast), regia di Walter Lang (1936)
- L'ora misteriosa (The Unguarded Hour), regia di Sam Wood (1936)
- La figlia di Dracula (Dracula's Daughter), regia di Lambert Hillyer (1936)
- Desiderio di re (The King Steps Out), regia di Josef von Sternberg (1936)
- La canzone di Magnolia (Show Boat), regia di James Whale (1936)
- La regina di picche (Trouble for Two), regia di J. Walter Ruben (1936)
- Mogli di lusso (The Golden Arrow), regia di Alfred E. Green (1936)
- Palm Springs, regia di Aubrey Scotto (1936)
- Ticket to Paradise, regia di Aubrey Scotto (1936)
- L'angelo bianco (The White Angel), regia di William Dieterle (1936)
- Jim di Piccadilly (Piccadilly Jim), regia di Robert Z. Leonard (1936)
- Caino e Adele (Cain and Mabel), regia di Lloyd Bacon (1936)
- La donna del giorno (Libeled Lady), regia di Jack Conway (1936)
- L'isola della furia (Isle of Fury), regia di Frank McDonald (1936)
- All American Chump, regia di Edwin L. Marin (1936)
- La carica dei seicento (The Charge of the Light Brigade), regia di Michael Curtiz (1936)
- La fuga di Tarzan (Tarzan Escapes), regia di Richard Thorpe (1936)
- I Lloyds di Londra (Lloyd's of London), regia di Henry King (1936)
- Margherita Gauthier (Camille), regia di George Cukor (1936)
- La fuga di Bulldog Drummond (Bulldog Drummond Escapes), regia di James P. Hogan (1937)
- La signora della quinta strada (On the Avenue), regia di Roy Del Ruth (1937)
- They Wanted to Marry, regia di Lew Landers (1937)
- La vergine di Salem (Maid of Salem), regia di Frank Lloyd (1937)
- Ready, Willing and Able, regia di Ray Enright (1937)
- Proprietà riservata (Personal Property), regia di W. S. Van Dyke (1937)
- Notturno tragico (Night Must Fall), regia di Richard Thorpe (1937)
- The Road Back, regia di James Whale (1937)
- I candelabri dello zar (The Emperor's Candlesticks), regia di George Fitzmaurice (1937)
- Love Under Fire, regia di George Marshall (1937)
- Bulldog Drummond Comes Back, regia di Louis King (1937)
- Quei cari parenti (Danger – Love at Work), regia di Otto Preminger (1937)
- Avventura a mezzanotte (It's Love I'm After), regia di Archie Mayo (1937)
- L'ultima beffa di Don Giovanni (The Great Garrick), regia di James Whale (1937)
- Vivi, ama e impara (Live, Love and Learn), regia di George Fitzmaurice (1937)
- La via del possesso (Beg, Borrow or Steal), regia di Wilhelm Thiele (1937)
- La valigia infernale (Bulldog Drummond's Revenge), regia di Louis King (1937)
- Dopo Arsenio Lupin (Arsène Lupin Returns), regia di George Fitzmaurice (1938)
- The First Hundred Years, regia di Richard Thorpe (1938)
- Il diamante fatale (Bulldog Drummond's Peril), regia di James P. Hogan (1938)
- Il vascello maledetto (Kidnapped), regia di Alfred L. Werker (1938)
- Gateway, regia di Alfred L. Werker (1938)
- Bulldog Drummond in Africa, regia di Louis King (1938)
- The Last Warning, regia di  Al Rogell (Albert S. Rogell) (1938)
- Arrest Bulldog Drummond, regia di James P. Hogan (1939)
- L'ultimo avvertimento di Mr. Moto (Mr. Moto's Last Warning), regia di Norman Foster (1939)
- La piccola principessa (The Little Princess), regia di Walter Lang (1939)
- I'm From Missouri, regia di Theodore Reed (1939)
- Il mastino di Baskerville (The Hound of the Baskervilles), regia di Sidney Lanfield (1939)
- La squadra speciale di Bulldog Drummond (Bulldog Drummond's Secret Police), regia di James P. Hogan (1939)
- La rosa di Washington (Rose of Washington Square), regia di Gregory Ratoff (1939)
- Man About Town, regia di Mark Sandrich (1939)
- Situazione imbarazzante (Bachelor Mother), regia di Garson Kanin (1939)
- Bulldog Drummond's Bride, regia di James P. Hogan (1939)
- Le avventure di Sherlock Holmes (The Adventures of Sherlock Holmes), regia di Alfred L. Werker (1939)
- Raffles, regia di Sam Wood (1939)
- The Honeymoon's Over, regia di Eugene Forde (1939)
- The Earl of Chicago, regia di Richard Thorpe (1940)
- Congo Maisie, regia di H.C. Potter (1940)
- La signora dei diamanti (Adventure in Diamonds), regia di George Fitzmaurice (1940)
- Orgoglio e pregiudizio (Pride and Prejudice), regia di Robert Z. Leonard (1940)
- Il prigioniero di Amsterdam (Foreign Correspondent), regia di Alfred Hitchcock (1940)
- Flowing Gold, regia di Alfred E. Green (1940)

## Doppiatori italiani
- Aldo Silvani in Orgoglio e pregiudizio (riedizione), I Lloyds di Londra (riedizione)
- Mario Besesti in La moglie di Frankenstein
- Amilcare Pettinelli in La carica dei seicento (riedizione)
- Amilcare Quarra in La rosa di Washington
- Lauro Gazzolo in Capitan Blood (riedizione)
- Olinto Cristina in La fuga di Tarzan (riedizione)
- Giorgio Lopez in La moglie di Frankenstein (ridoppiaggio)